# Too Much Too Soon
Too Much Too Soon – drugi album studyjny zespołu New York Dolls, wydany w maju 1974 roku przez wytwórnię Mercury Records.

## Lista utworów
| 1.  | "Babylon" (David Johansen/Johnny Thunders)                        | 3:31  |
|     |                                                                   |       |
| 2.  | "Stranded in the Jungle" (James Johnson/Ernestine Smith/Al Curry) | 3:49  |
|     |                                                                   |       |
| 3.  | "Who Are the Mystery Girls?" (David Johansen/Johnny Thunders)     | 3:07  |
|     |                                                                   |       |
| 4.  | "(There’s Gonna Be A) Showdown" (Kenny Gamble/Leon Huff)          | 3:37  |
|     |                                                                   |       |
| 5.  | "It's Too Late" (David Johansen/Johnny Thunders)                  | 4:35  |
|     |                                                                   |       |
| 6.  | "Puss 'N' Boots" (David Johansen/Sylvain Sylvain)                 | 3:06  |
|     |                                                                   |       |
| 7.  | "Chatterbox" (Johnny Thunders)                                    | 2:26  |
|     |                                                                   |       |
| 8.  | "Bad Detective" (Kenny Lewis)                                     | 3:37  |
|     |                                                                   |       |
| 9.  | "Don't Start Me Talkin'" (Sonny Boy Williamson II)                | 3:12  |
|     |                                                                   |       |
| 10. | "Human Being" (David Johansen/Johnny Thunders)                    | 5:44  |
|     |                                                                   |       |
|     |                                                                   | 36:44 |
|     |                                                                   |       |

## Skład
- David Johansen – wokal
- Johnny Thunders – gitara, wokal
- Sylvain Sylvain – gitara, wokal
- Arthur Kane – gitara basowa
- Jerry Nolan – perkusja

Gościnnie:
- Peter Jordan – gitara basowa
- Alex Spyropoulos – pianino